# Mildura
Mildura – miasto w Australii, w stanie Wiktoria, nad rzeką Murray. Około 30 tys. mieszkańców (2006). Położone jest około 550 km od Melbourne, na północno-zachodnim krańcu stanu.
Z uwagi na swoje położenie na przecięciu szlaków komunikacyjnych między Sydney, Adelaide i Melbourne Mildura jest dużym węzłem komunikacyjnym oraz centrum logistycznym. W mieście urodził się wieloletni żużlowiec Unii Leszno i reprezentant Australii Leigh Adams.